# 鳥羽マルシェ
鳥羽マルシェ（とばマルシェ、Toba Marché）は、三重県鳥羽市鳥羽一丁目にある農水産物直売所と郷土料理を提供するレストランを併設した商業施設。市が施設を整備し、地元の農業協同組合と漁業協同組合が共同出資して運営する公設民営方式を採用する。まちづくりと第一次産業の振興を兼ね、「健康」をテーマに掲げた運営を行うことで他の直売所と差別化を図っている。
みなとオアシスとばを構成する施設の1つである。

## 運営
観光客と市民へのアンケート結果を受けて、ニーズの高かった直売所兼レストランとして鳥羽市が整備し、伊勢農業協同組合（旧・鳥羽志摩農業協同組合、JA）と鳥羽磯部漁業協同組合（JF）の共同出資による鳥羽マルシェ有限責任事業組合が運営を行う。設置根拠となる条例上の正式名称は「鳥羽市農水産物直売所」であり、その施行規則で愛称を「鳥羽マルシェ」と定めている。市の施設であることから、鳥羽マルシェ有限責任事業組合は、指定管理者として管理運営に当たっている。鳥羽市からの指定管理料の支払いや税金による補填はない。
鳥羽マルシェ有限責任事業組合は、JAとJFが3000万円ずつ出資して2014年に発足した。JAとJFが共同で事業に取り組む事例は、鳥羽マルシェが日本初である。職員数は発足当初18人で、2016年に19人、2018年に21人に増加している。2016年時点ではJAとJFからの出向職員が2人ずつと、正職員4人という内訳であった。2018年の売上高は2億1600万円で、内訳は水産部門が8200万円、農業部門が7400万円、飲食部門が5600万円などとなっており、580万円の黒字であった。役員会には鳥羽市長が顧問として出席し、毎月1回の委員会には鳥羽市農水商工課長らが参加するなど行政の関与もあるが、意見提案の範囲に留められている。
公設民営でJA・JFの共同出資による有限責任事業組合が運営するという珍しさから、多くの視察を受けている。
営業時間は10時から18時までで、水曜日が定休日である。このほか年末年始休業がある。来客は午前に集中しているが、鳥羽マルシェを食料品購入の場として離島住民が利用していることから、帰宅時間の18時までの営業を堅持する方針である。レストランは昼食時間帯（11時から14時まで）のみ営業し、テイクアウトコーナーは10時から17時30分までである。レストラン部分は14時の営業終了後、客が持ち込んだ食品を自由に食べることのできるイートインスペースとして開放される。

### 農水産物の入荷
農水産物はJA・JFの募集に応じた出荷登録者から入荷している。登録者は保健所の許可を得ていることを要件とし、2016年1月時点で205人、2017年に256人いる。入荷した農水産物は店頭販売されるほか、加工品にされたり、店内のレストランで調理されたりもする。出荷登録者は売上金だけでなく、販売動向など各種情報を店舗から受け取り、自身の生産活動に生かすことができる。
農産物は出荷登録者による委託販売の形式を採っている。農産物は登録者が自ら店舗に持ち込むか、JAの各支店へ持ち込み鳥羽マルシェが支店まで集荷に向かうことで搬入する。集荷システムは、高齢者や遠隔地の農家を支え、農産物の安定的な生産・供給を図る効果がある。鳥羽市の主な農産物はタマネギ、イチゴ、オクラ、ナバナであるが、山がちな地形で農業に適していないため、鳥羽市の農家は専業者が少なく、少量多品目、小規模経営で家庭菜園的という特徴がある。自家消費に回る分も多く、収穫されないまま放置される柑橘類もある。こうした農業事情から、「鳥羽」マルシェでありながら志摩市の登録農家が多い。（ただし、運営者は鳥羽市と志摩市で登録者数を分けて集計していないので、正確な比率は不明である。）農産物の扱いで最大の課題は端境期の対応であり、JAの営農指導販売課が年間計画を立てるなどして協議を行っている。
水産物は原則的にJFが管内の市場の入札に参加し、直接買い付けたものを店舗で販売する。JFが入札に参加することで仲買人との買い付け競争を促進し、魚価の向上を図ることを目的としているためである。市場から直送することで、魚価を高めつつも流通コストの削減により安価な販売が可能となる。JFが午前5時に答志島や神島で入札した水産物が午前10時の開店時に並び、午後2時の入札で仕入れた生シラスが午後3時には店頭に並ぶなど、流通速度の短縮も実現している。一部の品目は漁家が自ら店舗に持ち込んで委託販売することができる。鳥羽市の水産物は200種類にも及ぶが、多くは市外へ流通していき、地域住民が食べる機会が少なかった。

## コンセプト
鳥羽マルシェは以下の3つのコンセプトに基づいて運営している。より簡潔に、地場産・健康・伝統の3語で表現することもできる。
1.生産者の笑顔や収穫の喜びを、食べる幸せにつなげていく場所
生産者の苦労や思いを消費者まで伝えることで、自然の恵みを感じてもらうことを目指す。従来は鳥羽市の農水産物が市内であまり流通していなかったことから、地元の消費者に地元産品の良さを知ってもらうことも意図されている。
2.旬の食材が持つ力を、健康を高める力につなげていく場所
栄養学の専門家や食品企業の監修の下で、旬の食材を「健康」というキーワードで提供する。旬の食材を販売するのみならず、その食べ方まで伝えることを目指す。
3.豊かな食材を育んできた鳥羽の風土や歴史、市内各地の魅力につながる場所
地域によって多様な鳥羽市の食文化の持つ魅力を発信していく場となることを目指す。店内での発信に加え、ソーシャル・ネットワーキング・サービス（SNS）や新聞折込チラシも活用して消費者への理解促進を図る。
また鳥羽マルシェにとって店舗運営は通過点であり、最終的な目標は6次産業化と地域に食の循環の仕組みを生み出すことである。

### 消費者の認識
店を利用する消費者は、鳥羽マルシェを「スーパーマーケット」、「土産物店」、「産直」など人によって異なる認識を持っている。「旬の食材」を販売するというコンセプトを理解していない消費者からは、「この前と同じ品がない」という意見が寄せられることがあり、店側は情報の伝え方を模索している。
離島へ渡る本土側の拠点である鳥羽マリンターミナルにも近いことから、離島住民は船に乗って帰宅する前に立ち寄る食料品店として利用している。

## 施設
建物は鉄骨造平屋建てで、床面積は732 m2、山本設計の設計、大進の施工によって建設された。総事業費は2億5780万円で、総務省の地域経済循環創造事業交付金5000万円を受けている。
店内は、農水産物を販売する「直売部門」、ビュッフェ形式で郷土料理を提供する「飲食部門」、生産現場の様子や取り組みを紹介する「情報発信スペース」、厨房や加工設備などを備えた「バックヤード」で構成される。先行開業している日本の他の直売所に比べると面積は狭いが、直売部門・飲食部門・情報発信スペースの間で相乗効果が期待されている。
店内図
| 佐田浜第一駐車場    | 佐田浜第一駐車場 | 佐田浜第一駐車場  | 佐田浜第一駐車場 | ジャム等加工室                | ジャム等加工室 | 通 路 | 釜ゆで加工室 | 釜ゆで加工室 | 釜ゆで加工室 |
| 佐田浜第一駐車場    | 佐田浜第一駐車場 | 佐田浜第一駐車場  | 佐田浜第一駐車場 | ジャム等加工室                | ジャム等加工室 | 通 路 | 厨房         |              |              |
| 佐田浜第一駐車場    | 佐田浜第一駐車場 | 佐田浜第一駐車場  | 佐田浜第一駐車場 | 事務所                        |                | 通 路 |              |              |              |
| 佐田浜第一駐車場    | 佐田浜第一駐車場 | 佐田浜第一駐車場  | 佐田浜第一駐車場 | 食材保管庫                    | 食材保管庫     | 通 路 | レストラン   | レストラン   | レストラン   |
| トイレ              | ▽ レジ △         | 情報発信 スペース | 直売 （農産物）  | 魚さばき室                    | 魚さばき室     |       | レストラン   | レストラン   | レストラン   |
| トイレ              | ▽ レジ △         | 情報発信 スペース | 直売 （農産物）  | 直売（水産物） 直売（加工品） |                |       | レストラン   | レストラン   | レストラン   |
| サービス カウンター | ▽ レジ △         | 情報発信 スペース | 直売 （農産物）  | テイク アウト                 | レストラン     |       |              |              |              |

※図の上が北、△は入り口、■は屋外
直売部門は、米や青果などの農産物、活魚や貝類などの水産物に加えて、加工食品と惣菜を販売する。周辺の土産物店と競合しないよう、菓子類の販売は行わない。JAとJFの協同により、互いの強みを生かした売り場構成ができる。客に食べ方を提案するだけでなく、魚の下処理も承る。運営母体のJAとJFはどちらも志摩市でも事業を行っていることもあり、志摩市で生産された農水産物も取り扱う。魚類は1尾ずつ並べて販売し、売れ行きが良くないと干物や練り物に加工して売り切る努力をしている。2017年の来店者数は13万4千人である。
飲食部門は約50席を備えたビュッフェ式のレストランで、ソフトクリームなどのテイクアウト商品も販売する。管理栄養士を配置し、客の栄養サポートや地域ならではの食べ方提案を行う。新鮮な素材を用いた料理を求めて地域住民を中心にリピーター客も多い。2017年のレストラン来店者数は2万7千人である。
情報発信スペースは、市内各地での農水産物の生産の様子や工夫などを動画とパンフレットで来店者に発信する。このスペースの一角に「企画販売スペース」を設け、目玉商品の陳列や、鳥羽市と友好交流関係にある兵庫県三田市などの産品をイベント的に販売することがある。
バックヤードには加工設備を設け、出来立ての商品を店頭に供給して付加価値を高める。
屋外に設置された木製の椅子と机は三重県産ヒノキで作られている。

## 歴史
鳥羽市は観光業を基幹産業としているが、阪神・淡路大震災（1995年）以降、佐田浜（近鉄鳥羽駅前）から活気が失われていき、鳥羽一番街では一挙に8店舗が撤退し、隣接する鳥羽パールビルは改修費用がかさみ2008年1月に閉鎖に追い込まれた。そこで市では「とばみなとまちづくり検討会議」を組織して振興策を議論したが、結論を得ずして解散した。続いて2011年2月に庁内プロジェクトを立ち上げ、新たなまちづくり政策を検討すべく、2011年に観光客へ、2012年に鳥羽市民へアンケート調査を実施した。この結果、鳥羽駅前に欲しいものとして観光客からは「市場・飲食店」、市民からは「地元の農水産物が安く手に入る場所」が最も多く挙げられた。
また、鳥羽市の観光は豊かな農水産物に支えられてきた側面があるが、日本の他の地域と同様に、第一次産業の従事者の高齢化と後継者不足が課題となっていた。鳥羽市の第一次産業人口は2000年から2010年の間に32%減少し、生産額も21%減少しており、農水商工課では「食のしあわせ循環創造事業」を打ち出した。この事業は6次産業化による第一次産業従事者の所得向上を図るとともに、食の安心・安全を推進することで鳥羽市の魅力を高め、観光業への波及も期待したものであった。
佐田浜の活性化策と食のしあわせ循環創造事業の方向性が一致したため、市では地場産品の提供と情報発信を行う施設を整備する方針を固めた。2011年8月31日に市が提示した「中間案」は、佐田浜第一駐車場の敷地の半分を利用して2階建ての農水産物直売所、足湯、カフェ、バーなどが出店する建物を建設するものであったが、「場当たり的だ」、「財政の裏付けはあるのか」など激しい非難を浴び撤回した。その後市は農水産物直売所に絞ることとし、その運営にふさわしいと考えられる生産者団体、JAとJFに直売所設置に向けたワーキンググループへの参加を要請（2012年秋）、2013年4月にはワーキンググループを準備室に移行し、運営を打診した。JAは大手総合スーパー（イオン）でのインショップ、JFは直販事業課による量販店との取引を既に行っており、市の計画に賛同することにした。そこから、市はJA・JFと1年半に及ぶ協議を重ね、直売所を公設民営方式とすること、運営に指定管理者制度を導入することを決定した。JA・JFは協同組合の精神を共有することから、生産者の所得向上を共通の使命として直売所運営に臨むことを決め、運営母体として一体となる組織を作ることを提案した。これが鳥羽マルシェ有限責任事業組合であり、JAとJFの共同出資により設立した。事業組合の代表にはJFの組合長が、直売所の店長にはワーキンググループの頃から参加していたJAの職員が就任した。なお計画段階では、施設名を「佐田浜農水産物直売所」としていた。
「公設」の部分では、市が2億4千万円をかけて近鉄鳥羽駅から徒歩2分の位置（佐田浜第一駐車場の敷地の一部）に平屋建ての直売所を建設した。建物は2013年12月に着工し、2014年3月には隣接する佐田浜東公園で修景工事が始まった。当初は2014年7月に開業予定であったが、設計変更が相次いだため工事が間に合わず、10月に延期することになった。しかし鳥羽マルシェへの出荷を見越して既に農家が夏野菜を栽培していたこともあり、夏休み期間の休日に、鳥羽マリンターミナルでプレオープンイベントを開催した。プレイベントは農水産物や揚げ物・焼き物・弁当・かき氷の販売を行うもので、離島の市民に向けて鳥羽マルシェをアピールするとともに、客の反応を見るマーケティングを兼ねるものとなった。これにより、若年層や観光客は揚げ物などの調理済みの食品、高齢者は農水産物の購入が多いことが判明した。
2014年10月14日、鳥羽マルシェが開業した。開店当日はイセエビ、アワビ、メロン、カキなど250品目を取り扱い、1,500人が来店した。
2015年1月22日、内閣府の地域再生計画に鳥羽マルシェを核とした、「食」のしあわせ拡大プロジェクトが採択された。開業初期は来店客は多いものの、売上高は目標に届かないなど苦境が報じられたが、2017年に初めて黒字化し、2018年も黒字を達成した。これに対して、鳥羽一番街では鳥羽マルシェとのすみわけを模索する一方、相乗効果を期待する動きが現れた。
2016年5月19日、第42回先進国首脳会議（伊勢志摩サミット）の取材に訪れていた欧米のマスメディアを招待した歓迎晩さん会をレストランで開催した。同年10月には鳥羽マルシェの副店長が独立し、志摩市で農産物直売所を開業した。

### 受賞歴
- 農林水産省 ディスカバー農山漁村の宝（2016年12月）[47]
- 地域イノベーション学会 地域イノベーション大賞（2018年12月）[48][49]
- 地産地消優良活動表彰　食品産業部門　東海農政局長賞（2019年2月）[19][44]
  - 漁業関係で受賞したのは初[19]。